# باول كارتر (لاعب دوري الرغبي)
باول كارتر (بالإنجليزية: Paul Carter)‏ هو لاعب دوري الرغبي أسترالي، ولد في 23 مايو 1992 في Penrith, New South Wales ‏ في أستراليا.